# Erma Reka, Smolean
Erma Reka (în bulgară Ерма Река) este un sat în comuna Zlatograd, regiunea Smolean,  Bulgaria. 

## Demografie
Componența etnică a satului Erma Reka
     Bulgari (81,57%)
     Nicio identificare (18,42%)
     Altele (0%)
La recensământul din 2011, populația satului Erma Reka era de 912 locuitori. Din punct de vedere etnic, majoritatea locuitorilor (81,57%) erau bulgari. Pentru 18,42% din locuitori nu este cunoscută apartenența etnică.